# Henri Maillot (militant anticolonialiste)
Pour les articles homonymes, voir Henri Maillot.
Henri Maillot dit l'aspirant Maillot (né à Alger le 11 janvier 1928, mort à Lamartine, aujourd'hui El Karimia, le 5 juin 1956) est un militant communiste et anticolonialiste algérien d'origine française.

## Biographie

### Engagement politique
Né à Alger en 1928 dans une famille Pieds-noirs, ami depuis l'enfance de Fernand Iveton, son voisin du Clos-Salembier, Henri Maillot est militant du Parti communiste algérien (PCA). Secrétaire général de l'Union de la Jeunesse Démocratique algérienne, il représente l'Algérie dans des congrès de la jeunesse à Prague et à Varsovie. Il est aussi employé par le quotidien Alger républicain, proche des communistes. La répression qui frappe les musulmans après le massacre du Constantinois en août 1955, marque profondément Henri Maillot, qui confirme alors ses choix politiques et se joint aux Algériens engagés dans la lutte pour l'indépendance. Maillot se considérait avant tout comme Algérien. Dans sa lettre adressée à la presse, il écrivait : « Je ne suis pas musulman, mais je suis Algérien, d’origine européenne. Je considère l’Algérie comme ma patrie. »

### Désertion
En 1956, Henri Maillot est affecté au 57e bataillon de tirailleurs de Miliana, avec le grade d'aspirant. Le 4 avril 1956, il déserte et détourne un camion d'armes et de munitions pour rejoindre un groupe de maquisards communistes qui s'était constitué dans la région d'Orléansville sous la responsabilité d'un membre du bureau clandestin du PCA, Abdelkader Babou. Quelques jours plus tard, il adresse aux rédactions des journaux français une lettre où il écrit notamment : « Au moment où le peuple algérien s'est levé pour libérer son sol national du joug colonialiste, ma place est aux côtés de ceux qui ont engagé le combat libérateur ».

### Rivalité avec le FLN
Le FLN se méfie des groupes armés qu'il ne contrôle pas. Belkacem Bouchafa, responsable des réseaux FLN d'Alger, raconte en 1986 : « Dès que la presse a parlé du vol du camion d'armes nous avons donné pour instruction de rechercher les auteurs de ce détournement pour pouvoir récupérer les armes et éventuellement les neutraliser. Ces armes étaient destinées à armer des groupes qui, plus tard, risquaient d'être des adversaires. Les éléments communistes étaient recherchés par les autorités coloniales et par nous-mêmes : c'était à celui qui les découvrirait le premier. C'était une course de vitesse. »

### Maquis rouge
Le 22 mai 1956, Henri Maillot est condamné à mort par contumace pour trahison par le tribunal militaire d'Alger. Le 5 juin 1956, le groupe de huit maquisards du « maquis rouge » que commandait Henri Maillot est surpris par les troupes françaises près de Lamartine dans la région d'Orléansville. Trois membres du groupe sont tués au combat : Belkacem, Hammi et un Européen, Maurice Laban, membre du Parti communiste algérien, ancien combattant de la guerre d'Espagne et ancien résistant. Henri Maillot, quant à lui, est pris vivant puis confié aux gendarmes mobiles. Après deux heures de torture, on lui dit de filer. Il part à reculons en criant « Vive le Parti communiste algérien ! » et s'écroule sous une rafale.
Le Monde et Le Figaro publient alors une série d’articles sur « la trahison » puis la mort de « l’officier félon. » Au sein du Parti communiste français, la trahison d’Henri Maillot est controversée : approuvée et considérée comme « héroïque » pour les partisans d’une lutte plus radicale contre la guerre, elle est dénoncée comme un acte individuel de « désertion » pour ceux qui défendent le travail militant au sein de l’armée. C’est en partie pour se démarquer de ce « frère algérien » aux modalités d’action radicales que l’on assiste à un durcissement des positions légalistes au sein de la direction du PCF.

### Postérité

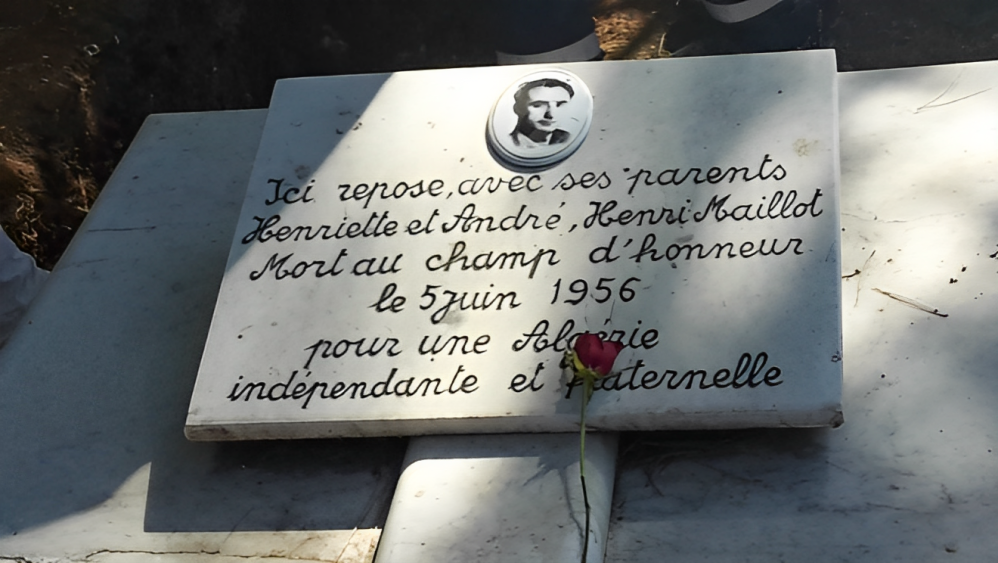
La tombe d'Henri Maillot à Alger.Gravure : Ici repose, avec ses parents Henriette et André, Henri Maillot, mort au champ d'honneur le 5 juin 1956 pour une Algérie indépendante et fraternelle.

- En 2002, l’État algérien a inauguré à Alger une stèle à la mémoire des Français qui avaient soutenu le combat du peuple algérien pour sa libération.
- En 2016, une place, à Alger, dans la commune d’El Mouradia, a été baptisée en son nom[12].